# Casa dos Círios

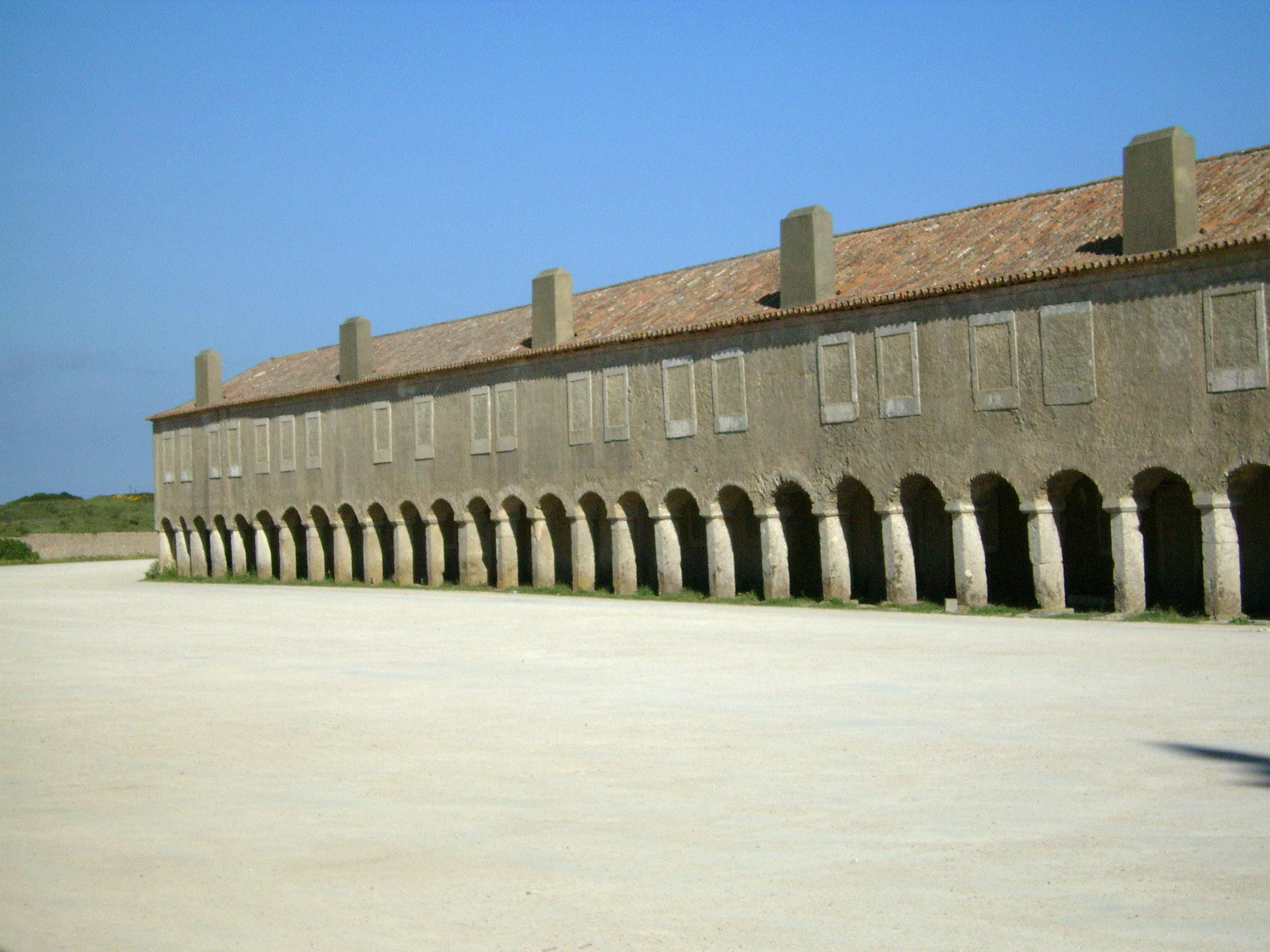
Casa dos Círios ou Hospedarias -
Santuário de Nossa Senhora do Cabo Espichel

As Casas dos Círios (ou simplesmente Hospedarias) que fazem parte do Santuário de Nossa Senhora do Cabo Espichel situam-se no Cabo Espichel, município de Sesimbra, freguesia do Castelo, Distrito de Setúbal.
As Hospedarias são constituídas por duas alas de edifícios de rés-do-chão (loja) e primeiro andar (sobrado), sobre arcadas de pedra, que ladeiam a Igreja de Nossa Senhora do Cabo e que com ela delimitam o terreiro do arraial. Trata-se de construções típicas da arquitectura popular saloia, que assim contrastam com o carácter erudito da igreja barroca.
À igreja afluíam antigamente vários e numerosos grupos de círios (grandes grupos de peregrinos, organizados em romarias colectivas), cujo número aproximou-se da meia centena. Foi ao designado Círio Saloio, integrando romeiros das redondezas da capital, que coube a construção de grande parte das hospedarias, conforme pode-se ler numa lápide: "Casas de N. Sra. de Cabo feitas por conta do Sírio dos Saloios no ano de 1757 p. acomodação dos mordomos que vierem dar bodo".
Em 2020, foi anunciado que vão ser cedidas a privados para requalificação e instalação de um hotel que pode abrir em 2025.

## Conjunto histórico
- Conjunto do Santuário de Nossa Senhora do Cabo Espichel
- Igreja de Nossa Senhora do Cabo
- Casa dos Círios
- Terreiro no Cabo Espichel
- Aqueduto no Cabo Espichel e Casa da Água